# العلاقات البرتغالية الإيطالية
العلاقات البرتغالية الإيطالية هي العلاقات الثنائية التي تجمع بين البرتغال وإيطاليا.

## مقارنة بين البلدين
هذه مقارنة عامة ومرجعية للدولتين:
| وجه المقارنة                                              | البرتغال                                                  | إيطاليا                                                  |
| --------------------------------------------------------- | --------------------------------------------------------- | -------------------------------------------------------- |
| المساحة (كم2)                                             | 92.21 ألف                                                 | 301.34 ألف                                               |
| عدد السكان (نسمة)                                         | 10.60 مليون                                               | 60.60 مليون                                              |
| الكثافة السكانية (ن./كم²)                                 | 114.95                                                    | 201.1                                                    |
| العاصمة                                                   | لشبونة                                                    | روما، فلورنسا، تورينو                                    |
| اللغة الرسمية                                             | اللغة البرتغالية، اللغة الميراندية                        | اللغة الإيطالية                                          |
| العملة                                                    | يورو، اسكودو برتغالي                                      | يورو، ليرة إيطالية                                       |
| الناتج المحلي الإجمالي (بليون دولار)                      | 217.57 مليار                                              | 1.93 تريليون                                             |
| الناتج المحلي الإجمالي (تعادل القوة الشرائية) بليون دولار | 307.82 مليار                                              | 2.26 تريليون                                             |
| الناتج المحلي الإجمالي الاسمي للفرد دولار أمريكي          | 19.22 ألف                                                 | 29.96 ألف                                                |
| الناتج المحلي الإجمالي للفرد دولار أمريكي                 | 28.76 ألف                                                 | 35.46 ألف                                                |
| مؤشر التنمية البشرية                                      | 0.830                                                     | 0.873                                                    |
| رمز المكالمات الدولي                                      | +351                                                      | +39                                                      |
| رمز الإنترنت                                              | .pt                                                       | .it                                                      |
| المنطقة الزمنية                                           | توقيت غرب أوروبا، توقيت غرب أوروبا الصيفي، أوروبا/لشبونة ‏ | توقيت وسط أوروبا، ت ع م+01:00، ت ع م+02:00، أوروبا/روما ‏ |

## مدن متوأمة
في ما يلي قائمة باتفاقيات التوأمة بين مدن برتغالية وإيطالية:
- ترتبط بينيلا مع موركون باتفاقية توأمة.
- ترتبط سانتا ماريا دا فييرا مع فارا فيليورم بيتري باتفاقية توأمة.
- ترتبط Vila Nova da Barquinha [الإنجليزية]‏ مع Madone [الإنجليزية]‏ باتفاقية توأمة منذ 15 أكتوبر 2000.
- ترتبط أفيرو مع البندقية باتفاقية توأمة.
- ترتبط مونتيمور نوفو مع بونتيديرا باتفاقية توأمة.
- ترتبط لشبونة مع البندقية باتفاقية توأمة منذ 28 سبتمبر 1992.
- ترتبط Alcanena [الإنجليزية]‏ مع سانتا كروتشه سول آرنو باتفاقية توأمة.
- ترتبط Tabuaço [الإنجليزية]‏ مع كيارافالي باتفاقية توأمة.
- ترتبط Sesimbra [الإنجليزية]‏ مع بيلاجيو باتفاقية توأمة.
- ترتبط بورتو مع كروتوني باتفاقية توأمة منذ 1984.
- ترتبط Sousel [الإنجليزية]‏ مع سان ماورو باسكولي باتفاقية توأمة.
- ترتبط فاطمة مع لوريتو (ماركي) باتفاقية توأمة.
- ترتبط فيسيو مع أريتسو باتفاقية توأمة.[15]
- ترتبط سيتوبال مع أوديني باتفاقية توأمة.
- ترتبط قلمرية مع بادوفا باتفاقية توأمة منذ 1988.
- ترتبط أوليفيرا دي ازميس مع ماغرا كاستلنوفو [الإنجليزية]‏ باتفاقية توأمة.
- ترتبط كامارا دي لوبوس مع فوريو باتفاقية توأمة.

## منظمات دولية مشتركة
يشترك البلدان في عضوية مجموعة من المنظمات الدولية، منها:
| علم المنظمة | اسم المنظمة                               | تاريخ انضمام البرتغال | تاريخ انضمام إيطاليا |
| ----------- | ----------------------------------------- | --------------------- | -------------------- |
|             | مجلس أوروبا                               | ?                     | 5 مايو 1949          |
|             | منظمة التعاون الاقتصادي والتنمية          | 4 أغسطس 1961          | 29 مارس 1962         |
|             | منظمة التجارة العالمية                    | ?                     | 1995                 |
|             | المنظمة الأوروبية لسلامة الملاحة الجوية   | 1986                  | 1996                 |
|             | المرصد الأوروبي الجنوبي                   | 2001                  | 1982                 |
|             | الاتحاد البريدي العالمي                   | ?                     | ?                    |
|             | الاتحاد الأوروبي                          | 1986                  | 25 مارس 1957         |
|             | الوكالة الدولية للطاقة                    | ?                     | ?                    |
|             | حلف شمال الأطلسي                          | 4 أبريل 1949          | 4 أبريل 1949         |
|             | مجموعة الموردين النوويين                  | ?                     | ?                    |
|             | يونسكو                                    | 11 مارس 1965          | ?                    |
|             | اتفاقية السماوات المفتوحة                 | ?                     | ?                    |
|             | مؤسسة التمويل الدولية                     | 8 يوليو 1966          | 27 ديسمبر 1956       |
|             | المركز الدولي لتسوية المنازعات الاستشارية | 1 أغسطس 1984          | 28 أبريل 1971        |
|             | الفريق المعني برصد الأرض                  | ?                     | ?                    |
|             | بنك التنمية الآسيوي                       | 2002                  | 1966                 |
|             | منظمة حظر الأسلحة الكيميائية              | ?                     | ?                    |
|             | مؤسسة التنمية الدولية                     | 29 ديسمبر 1992        | 24 سبتمبر 1960       |
|             | مجموعة أستراليا                           | 1985                  | 1985                 |
|             | منظمة الأمن والتعاون في أوروبا            | 25 يونيو 1973         | 25 يونيو 1973        |
|             | مركز تنسيق الحركة في أوروبا ‏              | ?                     | ?                    |
|             | نظام تحكم تكنولوجيا القذائف               | 1992                  | 1987                 |
|             | وكالة ضمان الاستثمار متعدد الأطراف        | 6 يونيو 1988          | 29 أبريل 1988        |
|             | الاتحاد الدولي للاتصالات                  | 1866                  | 1866                 |
|             | منظمة الشرطة الجنائية الدولية             | ?                     | ?                    |
|             | الأمم المتحدة                             | 14 ديسمبر 1955        | 14 ديسمبر 1955       |
|             | البنك الدولي للإنشاء والتعمير             | 29 مارس 1961          | 27 مارس 1947         |
|             | وكالة الفضاء الأوروبية                    | ?                     | ?                    |
|             | المنظمة الهيدروغرافية الدولية             | ?                     | ?                    |
|             | البنك الإفريقي للتنمية                    | ?                     | ?                    |
|             | اتحاد المدفوعات الأوروبي ‏                 | ?                     | ?                    |

## أعلام
هذه قائمة لبعض الشخصيات التي تربطها علاقات بالبلدين:
- آنا دي فيلاسكو وخيرون (والدة جواو الرابع من البرتغال، 1585 – 7 نوفمبر 1607)
- آنا ماريا براغا (1 أبريل 1949 – )
- أوراكا البرتغالية، ملكة ليون (1150 – 1211)
- أومارألميدا غاريت (4 فبراير 1799[26][27][28] – 9 ديسمبر 1854[26][27][28])
- دييغو ريباس (لاعب كرة قدم برازيلي، 28 فبراير 1985[29] – )
- زيتا من بوربون بارما (9 مايو 1892[30][31] – 14 مارس 1989[30][31])
- سالفادور سوبرال (مغني برتغالي، 28 ديسمبر 1989[32] – )
- سانشو الأول ملك البرتغال (11 نوفمبر 1154[33] – 26 مارس 1211)
- كارلوتا خواكينا (25 أبريل 1775[34] – 7 يناير 1830[34])
- كارلوس الأول ملك البرتغال (رسام برتغالي، 28 سبتمبر 1863[35][36] – 1 فبراير 1908[35][36])
- كونستانس من البرتغال (3 يناير 1290[37] – 18 نوفمبر 1313[37])

## وصلات خارجية
- موقع وزارة الخارجية البرتغالية
- موقع وزارة الخارجية الإيطالية